# 歴代アメリカ合衆国副大統領の一覧
アメリカ合衆国副大統領の一覧（アメリカがっしゅうこくふくだいとうりょうのいちらん）は、これまでに副大統領（英語：Vice President of the United States of America）を務めた人物の一覧である。

## 歴代副大統領一覧
| 代数     | 肖像                             | 副大統領                                                 | 就任           | 退任               | 政党       | 大統領                                                |
| -------- | -------------------------------- | -------------------------------------------------------- | -------------- | ------------------ | ---------- | ----------------------------------------------------- |
| 初       | ジョン・アダムズ                 | ジョン・アダムズ John Adams                              | 1789年4月21日  | 1797年3月4日       | 連邦党     | ジョージ・ワシントン                                  |
| 2        | トーマス・ジェファーソン         | トーマス・ジェファーソン Thomas Jefferson                | 1797年3月4日   | 1801年3月4日       | 民主共和党 | ジョン・アダムズ                                      |
| 3        | アーロン・バー                   | アーロン・バー Aaron Burr                                | 1801年3月4日   | 1805年3月4日       | 民主共和党 | トーマス・ジェファーソン                              |
| 4        | ジョージ・クリントン             | ジョージ・クリントン George Clinton                      | 1805年3月4日   | 1812年4月20日死亡  | 民主共和党 | トーマス・ジェファーソン ジェームズ・マディソン       |
| （不在） | （不在）                         | （不在）                                                 | 1812年4月20日  | 1813年3月4日       |            | ジェームズ・マディソン                                |
| 5        | エルブリッジ・ゲリー             | エルブリッジ・ゲリー Elbridge Gerry                      | 1813年3月4日   | 1814年11月23日死亡 | 民主共和党 | ジェームズ・マディソン                                |
| （不在） | （不在）                         | （不在）                                                 | 1814年11月23日 | 1817年3月4日       |            | ジェームズ・マディソン                                |
| 6        | ダニエル・トンプキンズ           | ダニエル・トンプキンズ Daniel D. Tompkins                | 1817年3月4日   | 1825年3月4日       | 民主共和党 | ジェームズ・モンロー                                  |
| 7        | ジョン・カルフーン               | ジョン・カルフーン John Caldwell Calhoun                 | 1825年3月4日   | 1832年12月28日辞任 | 民主共和党 | ジョン・クィンシー・アダムズ アンドリュー・ジャクソン |
| （不在） | （不在）                         | （不在）                                                 | 1832年12月28日 | 1833年3月4日       |            | アンドリュー・ジャクソン                              |
| 8        | マーティン・ヴァン・ビューレン   | マーティン・ヴァン・ビューレン Martin Van Buren          | 1833年3月4日   | 1837年3月4日       | 民主党     | アンドリュー・ジャクソン                              |
| 9        | リチャード・メンター・ジョンソン | リチャード・メンター・ジョンソン Richard Mentor Johnson  | 1837年3月4日   | 1841年3月4日       | 民主党     | マーティン・ヴァン・ビューレン                        |
| 10       | ジョン・タイラー                 | ジョン・タイラー John Tyler                              | 1841年3月4日   | 1841年4月4日昇格   | ホイッグ党 | ウィリアム・ハリソン                                  |
| （不在） | （不在）                         | （不在）                                                 | 1841年4月4日   | 1845年3月4日       |            | ジョン・タイラー                                      |
| 11       | ジョージ・ダラス                 | ジョージ・ダラス George Mifflin Dallas                   | 1845年3月4日   | 1849年3月4日       | 民主党     | ジェームズ・ポーク                                    |
| 12       | ミラード・フィルモア             | ミラード・フィルモア Millard Fillmore                    | 1849年3月4日   | 1850年7月9日昇格   | ホイッグ党 | ザカリー・テイラー                                    |
| （不在） | （不在）                         | （不在）                                                 | 1850年7月9日   | 1853年3月4日       |            | ミラード・フィルモア                                  |
| 13       | ウィリアム・R・キング            | ウィリアム・R・キング William Rufus de Vane King         | 1853年3月4日   | 1853年4月18日死亡  | 民主党     | フランクリン・ピアース                                |
| （不在） | （不在）                         | （不在）                                                 | 1853年4月18日  | 1857年3月4日       |            | フランクリン・ピアース                                |
| 14       | ジョン・ブレッキンリッジ         | ジョン・ブレッキンリッジ John Cabell Breckinridge        | 1857年3月4日   | 1861年3月4日       | 民主党     | ジェームズ・ブキャナン                                |
| 15       | ハンニバル・ハムリン             | ハンニバル・ハムリン Hannibal Hamlin                     | 1861年3月4日   | 1865年3月4日       | 共和党     | エイブラハム・リンカーン                              |
| 16       | アンドリュー・ジョンソン         | アンドリュー・ジョンソン Andrew Johnson                  | 1865年3月4日   | 1865年4月15日昇格  | 民主党     | エイブラハム・リンカーン                              |
| （不在） | （不在）                         | （不在）                                                 | 1865年4月15日  | 1869年3月4日       |            | アンドリュー・ジョンソン                              |
| 17       | スカイラー・コルファクス         | スカイラー・コルファクス Schuyler Colfax                 | 1869年3月4日   | 1873年3月4日       | 共和党     | ユリシーズ・グラント                                  |
| 18       | ヘンリー・ウィルソン             | ヘンリー・ウィルソン Henry Wilson                        | 1873年3月4日   | 1875年11月22日死亡 | 共和党     | ユリシーズ・グラント                                  |
| （不在） | （不在）                         | （不在）                                                 | 1875年11月22日 | 1877年3月4日       |            | ユリシーズ・グラント                                  |
| 19       | ウィリアム・A・ウィーラー        | ウィリアム・A・ウィーラー William Almon Wheeler          | 1877年3月4日   | 1881年3月4日       | 共和党     | ラザフォード・ヘイズ                                  |
| 20       | チェスター・A・アーサー          | チェスター・A・アーサー Chester Alan Arthur              | 1881年3月4日   | 1881年9月19日昇格  | 共和党     | ジェームズ・ガーフィールド                            |
| （不在） | （不在）                         | （不在）                                                 | 1881年9月19日  | 1885年3月4日       |            | チェスター・A・アーサー                               |
| 21       | トーマス・A・ヘンドリックス      | トーマス・A・ヘンドリックス Thomas Andrews Hendricks     | 1885年3月4日   | 1885年11月25日死亡 | 民主党     | グロバー・クリーブランド                              |
| （不在） | （不在）                         | （不在）                                                 | 1885年11月25日 | 1889年3月4日       |            | グロバー・クリーブランド                              |
| 22       | リーヴァイ・モートン             | リーヴァイ・モートン Levi Parsons Morton                 | 1889年3月4日   | 1893年3月4日       | 共和党     | ベンジャミン・ハリソン                                |
| 23       | アドレー・E・スティーブンソン    | アドレー・E・スティーブンソン Adlai Ewing Stevenson      | 1893年3月4日   | 1897年3月4日       | 民主党     | グロバー・クリーブランド                              |
| 24       | ギャレット・A・ホーバート        | ギャレット・A・ホーバート Garret Augustus Hobart         | 1897年3月4日   | 1899年11月21日死亡 | 共和党     | ウィリアム・マッキンリー                              |
| （不在） | （不在）                         | （不在）                                                 | 1899年11月21日 | 1901年3月4日       |            | ウィリアム・マッキンリー                              |
| 25       | セオドア・ルーズベルト           | セオドア・ルーズベルト Theodore Roosevelt II             | 1901年3月4日   | 1901年9月14日昇格  | 共和党     | ウィリアム・マッキンリー                              |
| （不在） | （不在）                         | （不在）                                                 | 1901年9月14日  | 1905年3月4日       |            | セオドア・ルーズベルト                                |
| 26       | チャールズ・W・フェアバンクス    | チャールズ・W・フェアバンクス Charles Warren Fairbanks   | 1905年3月4日   | 1909年3月4日       | 共和党     | セオドア・ルーズベルト                                |
| 27       | ジェームズ・S・シャーマン        | ジェームズ・S・シャーマン James Schoolcraft Sherman      | 1909年3月4日   | 1912年10月30日死亡 | 共和党     | ウィリアム・タフト                                    |
| （不在） | （不在）                         | （不在）                                                 | 1912年10月30日 | 1913年3月4日       |            | ウィリアム・タフト                                    |
| 28       | トーマス・R・マーシャル          | トーマス・R・マーシャル Thomas Riley Marshall            | 1913年3月4日   | 1921年3月4日       | 民主党     | ウッドロウ・ウィルソン                                |
| 29       | カルビン・クーリッジ             | カルビン・クーリッジ John Calvin Coolidge, Jr.           | 1921年3月4日   | 1923年8月2日昇格   | 共和党     | ウォレン・ハーディング                                |
| （不在） | （不在）                         | （不在）                                                 | 1923年8月2日   | 1925年3月4日       |            | カルビン・クーリッジ                                  |
| 30       | チャールズ・ドーズ               | チャールズ・ドーズ Charles Gates Dawes                   | 1925年3月4日   | 1929年3月4日       | 共和党     | カルビン・クーリッジ                                  |
| 31       | チャールズ・カーティス           | チャールズ・カーティス Charles Curtis                    | 1929年3月4日   | 1933年3月4日       | 共和党     | ハーバート・フーヴァー                                |
| 32       | ジョン・N・ガーナー              | ジョン・N・ガーナー John Nance Garner                    | 1933年3月4日   | 1941年1月20日      | 民主党     | フランクリン・ルーズベルト                            |
| 33       | ヘンリー・A・ウォレス            | ヘンリー・A・ウォーレス Henry Agard Wallace              | 1941年1月20日  | 1945年1月20日      | 民主党     | フランクリン・ルーズベルト                            |
| 34       | ハリー・S・トルーマン            | ハリー・S・トルーマン Harry S. Truman                    | 1945年1月20日  | 1945年4月12日昇格  | 民主党     | フランクリン・ルーズベルト                            |
| （不在） | （不在）                         | （不在）                                                 | 1945年4月12日  | 1949年1月20日      |            | ハリー・S・トルーマン                                 |
| 35       | アルバン・W・バークリー          | アルバン・W・バークリー Alben William Barkley            | 1949年1月20日  | 1953年1月20日      | 民主党     | ハリー・S・トルーマン                                 |
| 36       | リチャード・ニクソン             | リチャード・ニクソン Richard Milhouse Nixon              | 1953年1月20日  | 1961年1月20日      | 共和党     | ドワイト・D・アイゼンハワー                           |
| 37       | リンドン・ジョンソン             | リンドン・ジョンソン Lyndon Baines Johnson               | 1961年1月20日  | 1963年11月22日昇格 | 民主党     | ジョン・F・ケネディ                                   |
| （不在） | （不在）                         | （不在）                                                 | 1963年11月22日 | 1965年1月20日      |            | リンドン・ジョンソン                                  |
| 38       | ヒューバート・H・ハンフリー      | ヒューバート・H・ハンフリー Hubert Horatio Humphrey II   | 1965年1月20日  | 1969年1月20日      | 民主党     | リンドン・ジョンソン                                  |
| 39       | スピロ・アグニュー               | スピロ・アグニュー Spiro Theodore Agnew                  | 1969年1月20日  | 1973年10月10日辞任 | 共和党     | リチャード・ニクソン                                  |
| （不在） | （不在）                         | （不在）                                                 | 1973年10月10日 | 1973年12月6日      |            | リチャード・ニクソン                                  |
| 40       | ジェラルド・R・フォード          | ジェラルド・R・フォード Gerald Rudolph "Jerry" Ford, Jr. | 1973年12月6日  | 1974年8月9日昇格   | 共和党     | リチャード・ニクソン                                  |
| （不在） | （不在）                         | （不在）                                                 | 1974年8月9日   | 1974年12月19日     |            | ジェラルド・R・フォード                               |
| 41       | ネルソン・ロックフェラー         | ネルソン・ロックフェラー Nelson Aldrich Rockefeller      | 1974年12月19日 | 1977年1月20日      | 共和党     | ジェラルド・R・フォード                               |
| 42       | ウォルター・モンデール           | ウォルター・モンデール Walter Frederick "Fritz" Mondale  | 1977年1月20日  | 1981年1月20日      | 民主党     | ジミー・カーター                                      |
| 43       | ジョージ・H・W・ブッシュ         | ジョージ・H・W・ブッシュ George Herbert Walker Bush      | 1981年1月20日  | 1989年1月20日      | 共和党     | ロナルド・レーガン                                    |
| 44       | ダン・クエール                   | ダン・クエール James Danforth "Dan" Quayle III           | 1989年1月20日  | 1993年1月20日      | 共和党     | ジョージ・H・W・ブッシュ                              |
| 45       | アル・ゴア                       | アル・ゴア Albert Arnold "Al" Gore, Jr.                  | 1993年1月20日  | 2001年1月20日      | 民主党     | ビル・クリントン                                      |
| 46       | ディック・チェイニー             | ディック・チェイニー Richard Bruce "Dick" Cheney         | 2001年1月20日  | 2009年1月20日      | 共和党     | ジョージ・W・ブッシュ                                 |
| 47       | ジョー・バイデン                 | ジョー・バイデン Joseph Robinette "Joe" Biden, Jr.       | 2009年1月20日  | 2017年1月20日      | 民主党     | バラク・オバマ                                        |
| 48       | マイク・ペンス                   | マイク・ペンス Michael Richard "Mike" Pence              | 2017年1月20日  | 2021年1月20日      | 共和党     | ドナルド・トランプ                                    |
| 49       | カマラ・ハリス                   | カマラ・ハリス Kamala Devi Harris                        | 2021年1月20日  | 2025年1月20日      | 民主党     | ジョー・バイデン                                      |
| 50       | J. D. ヴァンス                   | J・D・ヴァンス James David Vance                         | 2025年1月20日  | 現職               | 共和党     | ドナルド・トランプ                                    |